# La Colonia de Santa Eulalia
La Colònia de Santa Eulàlia és una menuda pedania semiabandonada a la vora del riu Vinalopó, situada entre els termes municipals de Saix i Villena, a les comarques del sud (València) i compartida entre estos dos municipis. Un carrer (Calle de Salinas) d'esta pedania conforma la línia divisòria entre les administracions dels dos municipis; de la Calle de Salinas cap al nord correspon a Villena i de la Calle de Salinas cap al sud correspon a Saix.

## Història
Es tracta d'una colònia agrícola que començà a edificar-se en la segona meitat del segle xix, més concretament el 1868.
En el passat va tindre gran importància. La Colonia de Santa Eulalia va viure un vertader esplendor als albors del segle xx, quan el comte de l'Alcúdia i Xestalgar, Antonio de Saavedra y Rodríguez de la Guerra, i el seu cosí Mariano Bertodano y Roncalli, vescomte d'Alzira, regentaven les productives terres que eren cultivades per un bon nombre d'assalariats, els quals disposaven de les seues pròpies cases construïdes al voltant de la masia senyorial.
Amb el pas del temps, la majoria dels habitants de la Colònia han anat traslladant-se a altres llocs degut a la decadència que ha anat experimentant, i la pedania ha patit l'abandó per part de les institucions malgrat l'important valor històric del seu patrimoni arquitectònic.

## Descripció
Construïda l'última dècada del segle xix, esta antiga població agrícola estava composta per un magnífic conjunt format pel Palau dels Comtes, el casino, les almàsseres, cellers, fàbriques de farina i d'alcohol, el Teatre Cervantes, l'economat, l'administració de correus i telègrafs, l'estació de ferrocarril, cases dels treballadors, hostatgeria i ermita. L'ermita primitiva d'origen medieval, després de nombroses reparacions s'enderrocà el 1891 i se'n va alçar una de nova, de planta rectangular.
Actualment, a causa del deteriorament, alguns dels edificis de la Colònia han anat desapareixent, com és el cas de l'estació de ferrocarril o el teatre. En l'actualitat, un grup d'inversors britànics està realitzant la rehabilitació dels edificis i la construcció d'una urbanització.
En 2007, una productora valenciana la va triar com a "plató" d'exteriors per a la popular sèrie de Canal 9 "L'Alqueria Blanca", un impuls tant en l'àmbit social com a turístic.